# Alexander II av Epirus
Alexander II var kung av Epiros mellan 272 och 255 f.Kr..  